# Virginia Slims of Nashville 1984
Il Virginia Slims of Nashville 1984 è stato un torneo di tennis giocato sul cemento indoor. È stata la 3ª edizione del torneo, che fa parte del Virginia Slims World Championship Series 1984. Si è giocato a Nashville negli USA dal 2 all'8 gennaio 1984.

## Campionesse

### Singolare
Jenny Klitch ha battuto in finale  Pam Teeguarden con il punteggio di 6–2, 6–1

### Doppio
Sherry Acker /  Candy Reynolds hanno battuto in finale  Mary Lou Daniels /  Paula Smith con il punteggio di 5–7, 7–6, 7–6